# Liste d'inselbergs
Cet article recense les inselbergs dans le monde. Un inselberg ou monadnock est un relief isolé qui domine significativement une plaine ou un plateau subhorizontal (terme géomorphologique).

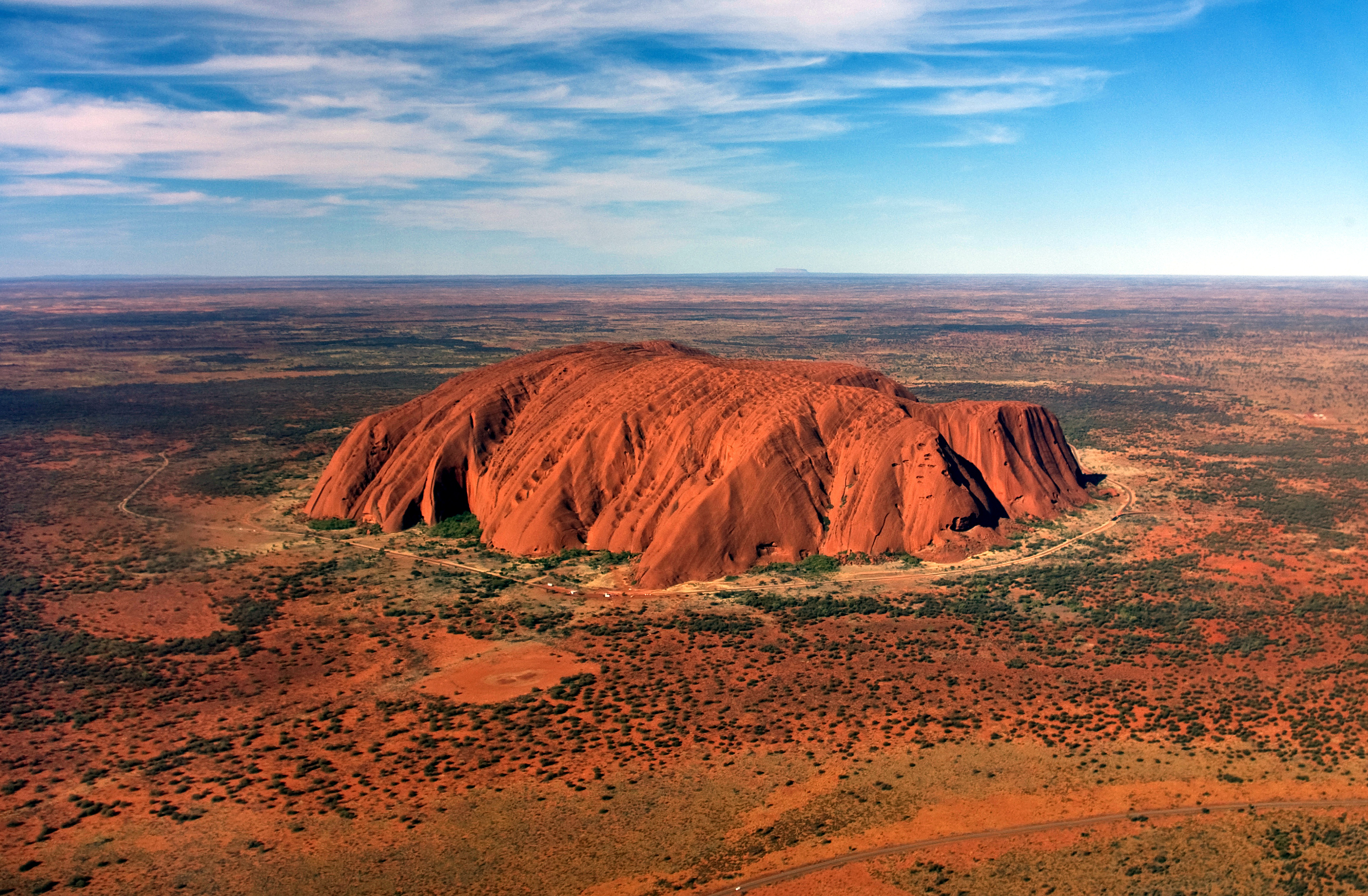
Uluru, Territoire du Nord, Australie

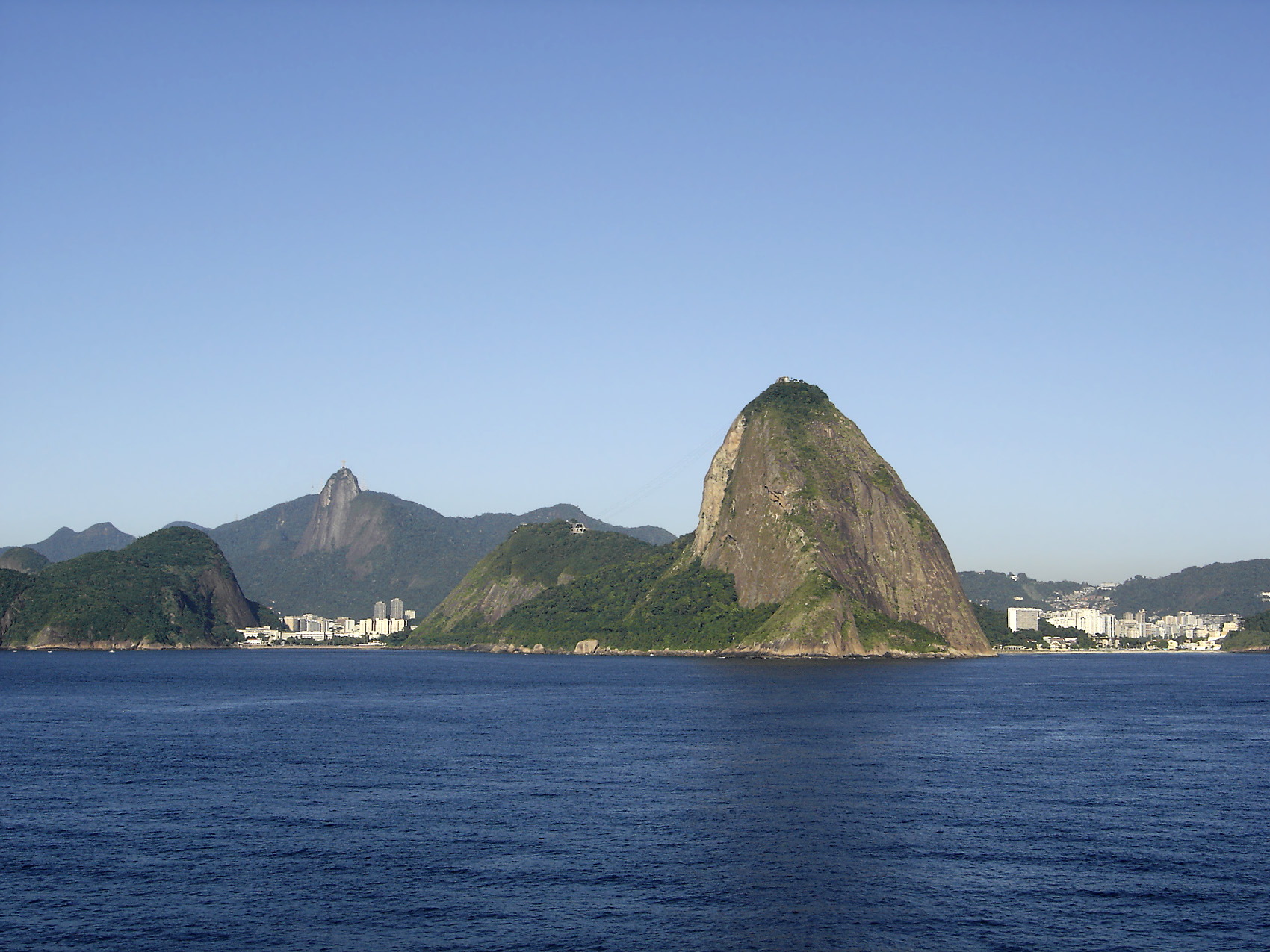
Mont du Pain de Sucre, Rio de Janeiro, Brésil

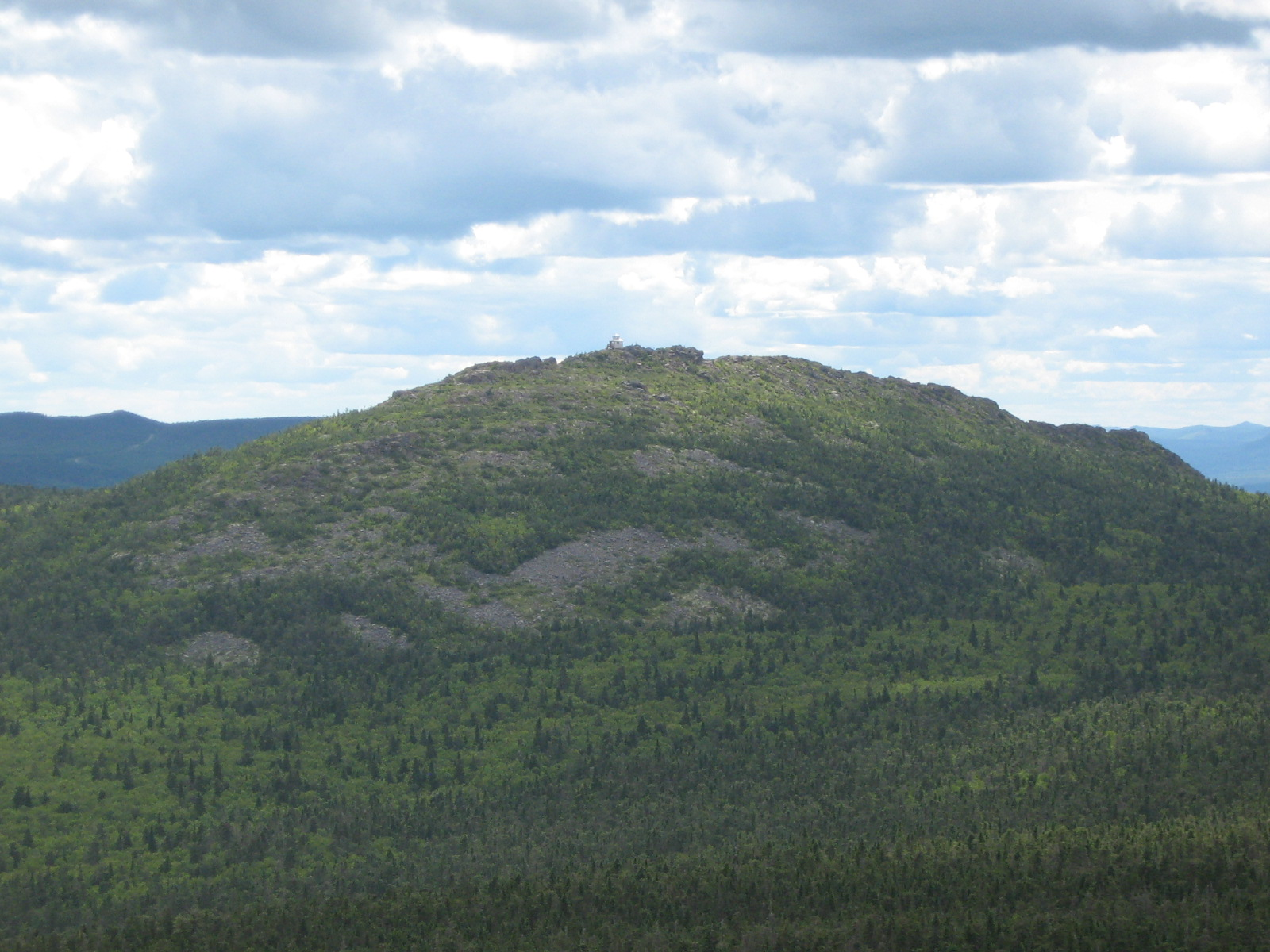
Mont Carleton, Nouveau-Brunswick, Canada

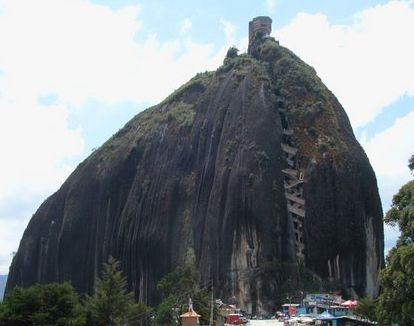
Peñón de Guatapé, Colombie

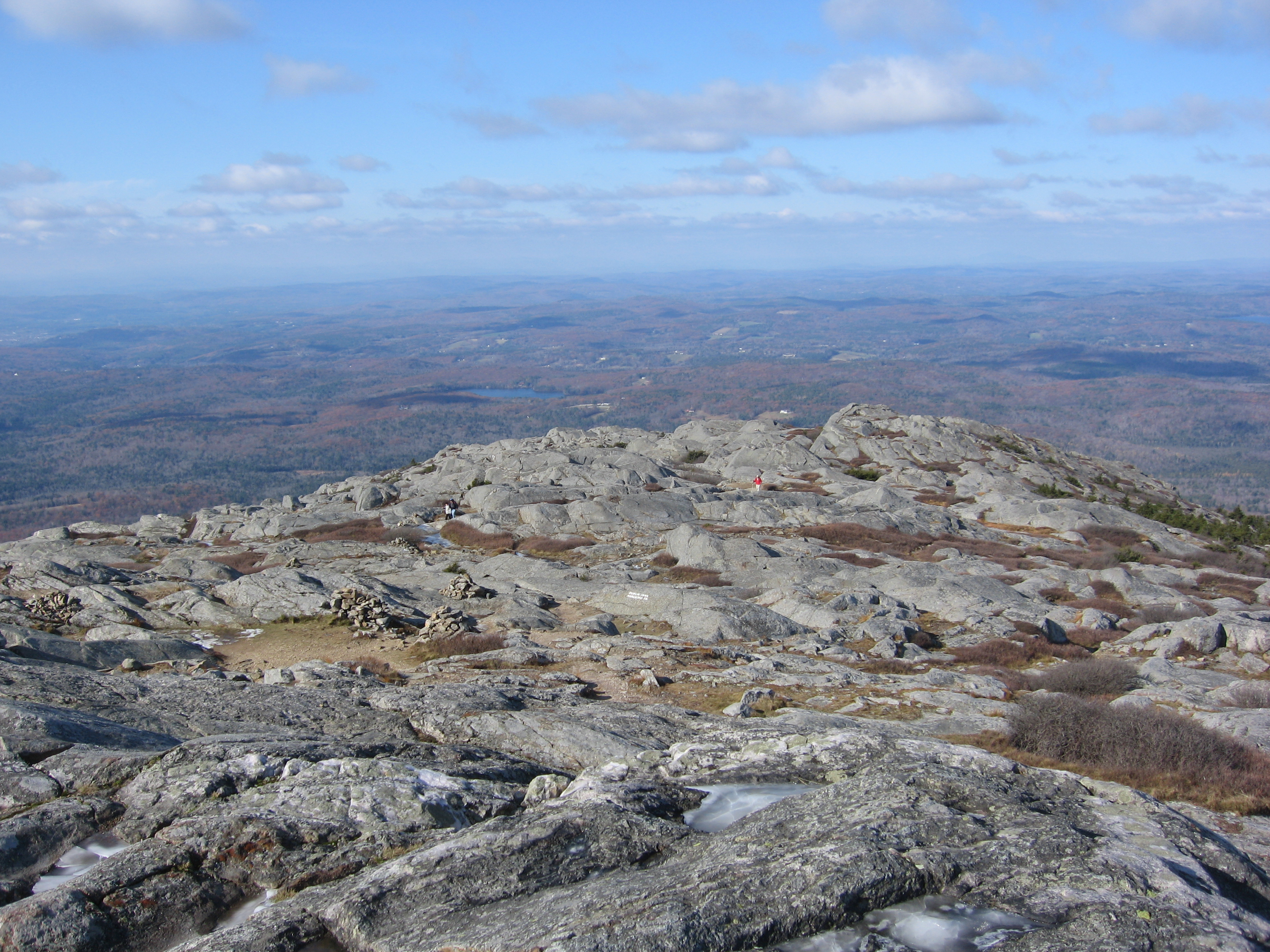
Mont Monadnock, New Hampshire, États-Unis

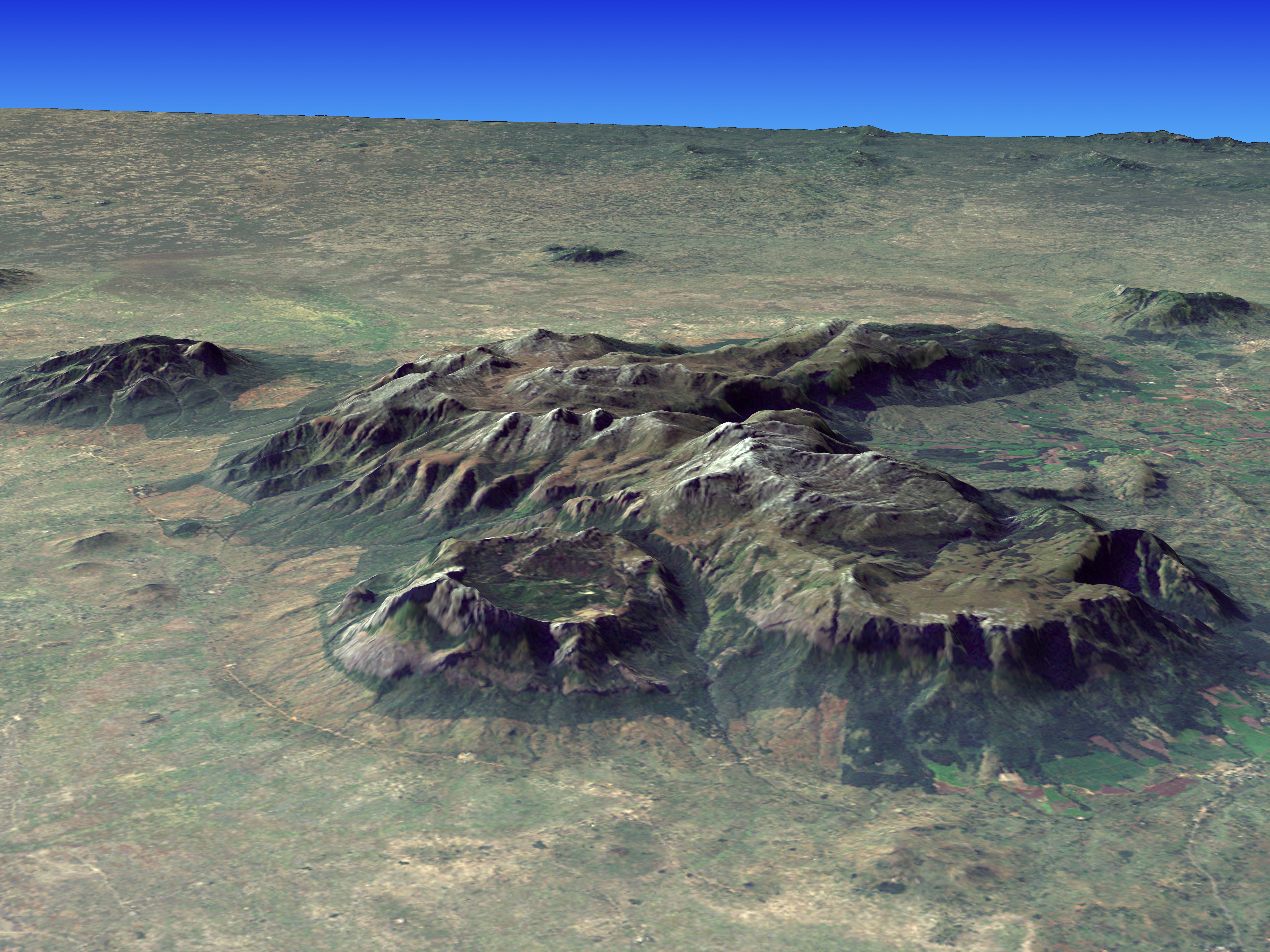
Massif Mulanje, Malawi

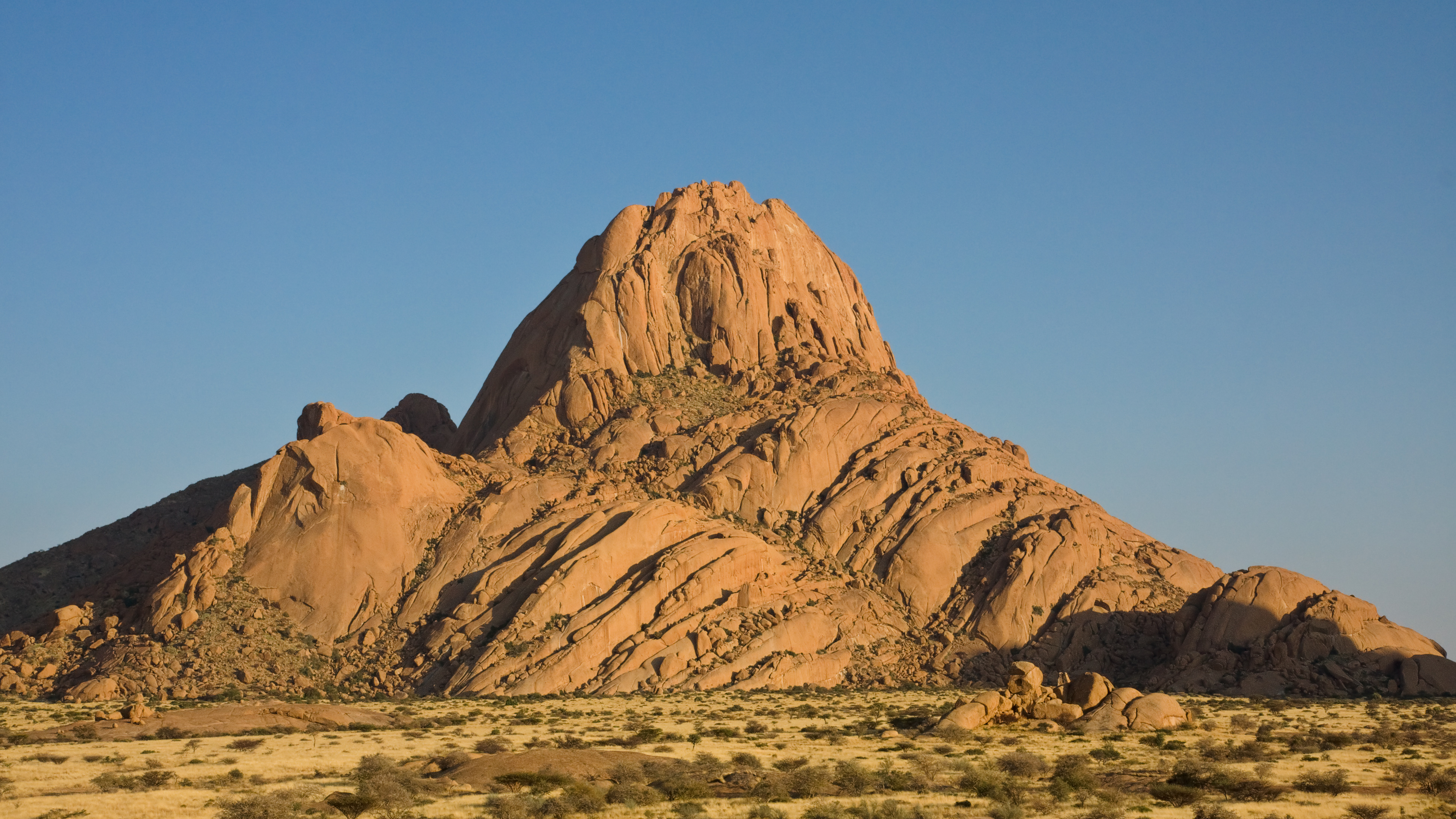
Spitzkoppe, Namibie

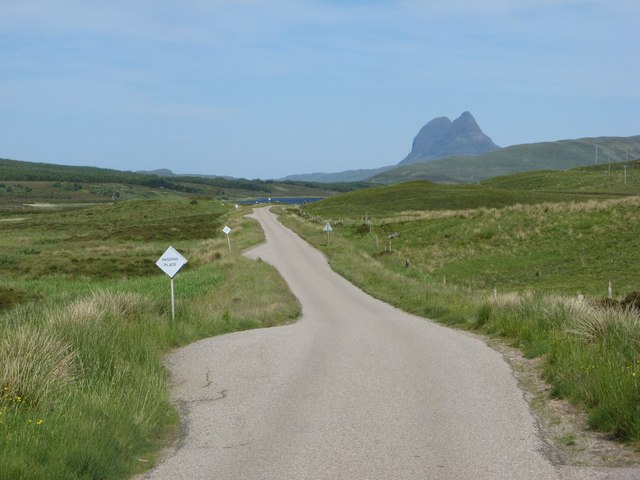
Suilven, Écosse, Royaume-Uni

## Liste

### Australie
- Australie-Méridionale :
  - Hyden Rock, Hyden
  - Murphys Haystacks
  - Pildappa Rock, Minnipa
- Nouvelle-Galles du Sud :
  - Mont Oxley
- Queensland :
  - Mont Cooran
  - Mont Cooroora
  - Mont Cooroy
- Territoire du Nord :
  - Mont Conner
  - Uluru et Kata Tjuṯa, parc national d'Uluṟu-Kata Tjuṯa

### Botswana
- Tsodilo Hills

### Brésil
- Mont du Pain de Sucre, Rio de Janeiro
- Pedra Agulha, Pancas, Espírito Santo
- Pará

### Burkina Faso
- Pic de Nahouri

### Canada
- Nouveau-Brunswick :
  - Mont Carleton
- Québec :
  - Collines montérégiennes
  - Mont Cheminis
  - Mont Mégantic
- Terre-Neuve-et-Labrador :
  - Gaff Topsails
  - Mont Sylvester

### Colombie
- Peñón de Guatapé, Antioquia

### Côte d'Ivoire
- Mont Niénokoué, parc national Taï

### États-Unis
- Arizona/Utah :
  - Monument Valley
- Californie :
  - Parc national de Joshua Tree
- Caroline du Nord :
  - Crowder's Mountain
  - Pilot Mountain
  - Stone Mountain
- Caroline du Sud :
  - Glassy Mountain
  - Little Mountain
  - Paris Mountain
  - Thicketty Mountain
- Géorgie :
  - Panola Mountain
  - Stone Mountain
- Maryland :
  - Sugarloaf Mountain
- Massachusetts :
  - Mont Wachusett
- Montana :
  - Chief Mountain
- New Hampshire :
  - Mont Monadnock
- Nouveau-Mexique :
  - Shiprock
- Oregon :
  - Mont Angel
- Texas :
  - Double Mountain
  - Enchanted Rock
- Vermont :
  - Monadnock Mountain
  - Mont Ascutney
- Virginie :
  - Willis Mountain
- Wisconsin :
  - Baraboo Range
  - Rib Mountain

### France
- Monts Arawa (Guyane)
- Massif du Mitaraka (Guyane)
- Roche Susky (Guyane)
- Roche Koutou (Guyane)
- Pointe du Diamant au sud de la forêt de Zonza en Corse-du-Sud
- Mont Genova dans le désert des Agriates en Haute-Corse

### Hongrie
- Somlóhegy

### Italie
- Rocca di Cavour, Cavour, Piémont

### Madagascar
- Mont Angavokely
- Pic Boby, massif d'Andringitra

### Malawi
- Massif Mulanje

### Mali
- Main de Fatima

### Mozambique
- Aliti
- Nivali dans la province de Nampula

### Namibie
- Spitzkoppe

### Niger
- Monts Bagzane

### Nigeria
- Wase Rock

### Norvège
- Hårteigen

### Portugal
- Monsanto da Beira

### Royaume-Uni
- Suilven, Écosse
- The Wrekin, Angleterre

### Serbie
- Fruška gora
- Vršački Breg

### Sri Lanka
- Sigirîya

### Tunisie
- Table de Jugurtha

### Venezuela
- Piedra del Cocuy

### Zimbabwe
- Castle Beacon, monts Bvumba